# Bactrocera repanda
Bactrocera repanda är en tvåvingeart som beskrevs av Drew 1989. Bactrocera repanda ingår i släktet Bactrocera och familjen borrflugor. Inga underarter finns listade.